# Šimon Vojta
Šimon Vojta (* 23. Juni 1992) ist ein tschechischer Grasskiläufer. Er startet seit 2007 im Weltcup und bei Weltmeisterschaften.

## Karriere
Vojta fuhr seine ersten FIS-Rennen im Juni 2007. Im August bestritt er in Čenkovice seine ersten beiden Weltcuprennen, kam dabei jedoch nicht in die Punkteränge. Im September nahm er an der Weltmeisterschaft 2007 in Olešnice v Orlických horách teil, konnte sich dabei aber nur im Schlussfeld klassieren. Seine ersten Weltcuppunkte gewann der Tscheche am 14. Juni 2008 mit Platz 20 in der Super-Kombination von Rettenbach. Weitere Punkte holte er im Juli in den Rennen von Čenkovice mit Rang 17 im Slalom und Rang 23 im Riesenslalom. In der Gesamtwertung der Saison 2008 kam er auf Platz 44. Bei der Juniorenweltmeisterschaft 2008 in Rieden erreichte er als bestes Resultat den 14. Rang in der Super-Kombination. In allen anderen Bewerben kam er unter die schnellsten 25.
In der Weltcupsaison 2009 waren Vojtas beste Ergebnisse zwei 20. Plätze in der Super-Kombination von Wilhelmsburg und im Riesenslalom von Forni di Sopra, womit er Rang 51 im Gesamtklassement belegte. Ein Top-10-Resultat gelang ihm mit Platz acht im Riesenslalom bei der Juniorenweltmeisterschaft 2009 in Horní Lhota u Ostravy. Bei der Weltmeisterschaft 2009 in Rettenbach war sein bestes Ergebnis der 24. Platz im Slalom. In der Saison 2010 fuhr Vojta in vier Weltcuprennen unter die schnellsten 20, wobei der 16. Platz im Riesenslalom von Dizin sein bestes Saisonresultat war. Den Gesamtweltcup beendete er punktegleich mit dem Italiener Fabrizio Rottigni an 36. Position. Bei der Juniorenweltmeisterschaft 2010 in Dizin waren seine besten Ergebnisse zwei neunte Plätze im Slalom und im Riesenslalom.
In der Weltcupsaison 2011 konnte sich Vojta deutlich steigern. Er erreichte am 16. September mit Platz zehn im Riesenslalom von Forni di Sopra sein erstes Top-10-Ergebnis und fuhr in vier weiteren Weltcuprennen unter die schnellsten 15. Ebenso kam er in vier FIS-Rennen unter die schnellsten 15, womit er sich im Gesamtweltcup auf Platz 15 verbesserte. Bei der Weltmeisterschaft 2011 in Goldingen kam er nicht an diese Ergebnisse heran. Er belegte Rang 27 im Riesenslalom und Platz 28 im Super-G. In Slalom und Super-Kombination startete er nicht. Ohne Resultat blieb er bei der zusammen mit der WM ausgetragenen Juniorenweltmeisterschaft. Dort schied er in allen Wettbewerben aus. An die Weltcupergebnisse des Vorjahres kam Vojta in der Saison 2012 nicht heran. Diesmal war ein 14. Platz im Riesenslalom von Předklášteří sein bestes Ergebnis, weitere vier Mal fuhr er unter die schnellsten 20. Im Gesamtweltcup fiel er um acht Plätze auf den 23. Rang zurück. Bei der Juniorenweltmeisterschaft 2012 in Burbach erreichte er drei Top-10-Platzierungen: Im Super-G wurde er Fünfter, im Riesenslalom Neunter und in der Super-Kombination Zehnter. Im Slalom wurde er allerdings nach einem Torfehler im ersten Durchgang disqualifiziert.

## Erfolge

### Weltmeisterschaften
- Olešnice v Orlických horách 2007: 51. Super-Kombination, 58. Super-G
- Rettenbach 2009: 24. Slalom, 44. Super-G
- Goldingen 2011: 27. Riesenslalom, 28. Super-G

### Juniorenweltmeisterschaften
- Rieden 2008: 14. Super-Kombination, 19. Slalom, 23. Riesenslalom, 25. Super-G
- Horní Lhota u Ostravy 2009: 8. Riesenslalom, 17. Super-Kombination, 18. Slalom, 21. Super-G
- Dizin 2010: 9. Slalom, 9. Riesenslalom, 12. Super-Kombination, 14. Super-G
- Burbach 2012: 5. Super-G, 9. Riesenslalom, 10. Super-Kombination

### Weltcup
- 6 Platzierungen unter den besten 15